# Trofeu Luis Otero
El Trofeu Luis Otero és un torneig futbolístic d'estiu de caràcter amistós que té lloc cada any a la ciutat de Pontevedra des de 1959, en honor del futbolista Luis Otero Sánchez-Encinas, primer jugador gallec internacional. L'equip amfitrió del torneig és el Pontevedra Club de Fútbol.

## Finals
| Any  | Campió                 | Subcampió              | Resultat           |
| ---- | ---------------------- | ---------------------- | ------------------ |
| 1959 | Ourense                | Torneig triangular     | Torneig triangular |
| 1960 |                        |                        |                    |
| 1961 | Betis                  | Pontevedra             | 3-3 (p)            |
| 1962 | FC Porto               | Pontevedra             | 2-0                |
| 1963 | Betis                  | Pontevedra             | 2-0                |
| 1964 | FC Porto               | Pontevedra             | 2-0                |
| 1965 | Celta de Vigo          | Pontevedra             | 3-2                |
| 1966 | Pontevedra             | Sporting de Braga      | 3-0                |
| 1967 | Estudiantes            | Pontevedra             | 1-1 (p)            |
| 1968 | Pontevedra             | FC Porto               | 2-1                |
| 1969 | Celta de Vigo          | Pontevedra             | 1-0                |
| 1970 | Celta de Vigo          | Pontevedra             | 2-0                |
| 1971 | Celta de Vigo          | Pontevedra             | 1-0                |
| 1972 | Pontevedra             | Deportivo de La Coruña | 4-0                |
| 1973 | Racing de Santander    | Pontevedra             | 0-0 (p)            |
| 1974 | Pontevedra             | València               | 2-0                |
| 1975 | Pontevedra             | Deportivo de La Coruña | 2-1                |
| 1976 | Celta de Vigo          | Pontevedra             | 1-0                |
| 1977 | Pontevedra             | Torneig triangular     | Torneig triangular |
| 1978 | Vitória de Guimarães   | Pontevedra             | 0-0 (p)            |
| 1979 | Pontevedra             | Sporting Espinho       | 2-0                |
| 1980 | Pontevedra             | Hongria sots-21        | 1-0                |
| 1981 | Pontevedra             | Deportivo de La Coruña | 3-1                |
| 1982 | Celta de Vigo          | Pontevedra             | 4-3                |
| 1983 |                        |                        |                    |
| 1984 | Celta de Vigo          | Arousa                 | 3-0                |
| 1985 | Celta de Vigo          | Pontevedra             | 2-1                |
| 1986 |                        |                        |                    |
| 1987 | Nacional               | Pontevedra             | 1-0                |
| 1988 | Rayo Vallecano         | Pontevedra             | 1-1 (p)            |
| 1989 | Pontevedra             | Celta de Vigo          | 2-1                |
| 1990 | Celta de Vigo          | Pontevedra             | 3-1                |
| 1991 | Pontevedra             | Castelló               | 2-0                |
| 1992 |                        |                        |                    |
| 1993 | Deportivo de La Coruña | Pontevedra             | 3-0                |
| 1994 | Pontevedra             | Celta de Vigo          | 2-0                |
| 1995 | Pontevedra             | Celta de Vigo          | 2-0                |
| 1996 | Deportivo de La Coruña | Pontevedra             | 5-1                |
| 1997 | Celta de Vigo          | Pontevedra             | 0-0 (4-2 p)        |
| 1998 | Pontevedra             | Sevilla                | 1-0                |
| 1999 | Pontevedra             | Compostela             | 1-1 (4-2 p)        |
| 2000 | Pontevedra             | Celta de Vigo          | 2-1                |
| 2001 | Pontevedra             | Deportivo de La Coruña | 2-2 (p)            |
| 2002 | Deportivo de La Coruña | Pontevedra             | 6-1                |
| 2003 | Sporting de Gijón      | Pontevedra             | 2-1                |
| 2004 | Sporting de Braga      | Pontevedra             | 1-0                |
| 2005 | Racing de Ferrol       | Pontevedra             | 1-1 (4-2 p)        |
| 2006 | Pontevedra             | Chaves                 | 4-1                |
| 2007 | Celta de Vigo          | Pontevedra             | 2-0                |
| 2008 | Sporting de Gijón      | Pontevedra             | 2-0                |
| 2009 | Deportivo de La Coruña | Pontevedra             | 2-0                |
| 2010 | Celta de Vigo          | Pontevedra             | 2-1                |
| 2011 | Rio Ave                | Pontevedra             | 3-1                |
| 2012 | Deportivo de La Coruña | Pontevedra             | 2-2 (4-3 p)        |
| 2013 | Deportivo de La Coruña | Pontevedra             | 2-0                |
| 2014 | Celta de Vigo          | Pontevedra             | 4-2                |
| 2015 | Pontevedra             | Lugo                   | 1-1 (4-2 p)        |

## Palmarès
| Equip                  | Títols | Anys |
| Pontevedra             | 19     | 1966, 1968, 1972, 1974, 1975, 1977, 1979, 1980, 1981, 1989, 1991, 1994, 1995, 1998, 1999, 2000, 2001, 2006, 2015 |
| Celta de Vigo          | 13     | 1965, 1969, 1970, 1971, 1976, 1982, 1984, 1985, 1990, 1997, 2007, 2010, 2014                                     |
| Deportivo de La Coruña | 6      | 1993, 1996, 2002, 2009, 2012, 2013                                                                               |
| Porto                  | 2      | 1962, 1964 |
| Sporting de Gijón      | 2      | 2003, 2008 |
| Ourense                | 1      | 1959 |
| Athletic Club          | 1      | 1961 |
| Betis                  | 1      | 1963 |
| Estudiantes            | 1      | 1967 |
| Racing de Santander    | 1      | 1973 |
| Vitória de Guimarães   | 1      | 1978 |
| Nacional               | 1      | 1987 |
| Rayo Vallecano         | 1      | 1988 |
| Sporting de Braga      | 1      | 2004 |
| Racing de Ferrol       | 1      | 2005 |
| Rio Ave                | 1      | 2011 |